# St. George (Utah)
St. George es la capital del condado de Washington, está ubicada en el extremo suroeste del estado de Utah, Estados Unidos. Se encuentra a orillas del río Virgen (afluente del río Colorado), 192 km al noreste de Las Vegas y 488 km al sur de Salt Lake City viajando por la Interestatal 15.

## Historia

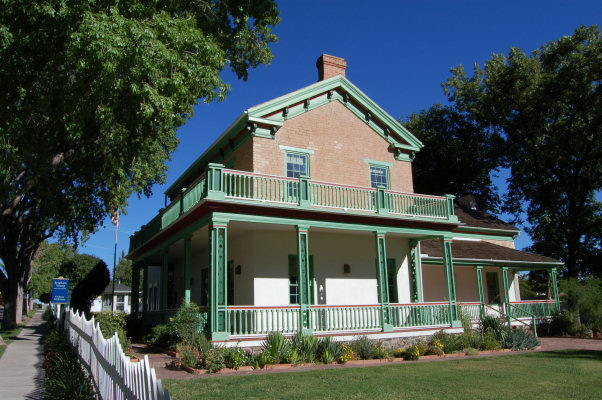
Casa de invierno de Brigham Young

St. George fue fundada como parte de una misión de 300 familias para sembrar algodón en 1861, al comienzo de la Guerra Civil, bajo la dirección de Brigham Young, en ese entonces presidencia de la Iglesia de Jesucristo de los Santos de los Últimos Días, un esfuerzo por parte de la presidencia de la iglesia en mantenerse económicamente independiente. Aunque los colonos lograron plantaciones de algodón, nunca llegó a producir precios competitivos en el mercado y, como consecuencia, el proyecto eventualmente declinó hasta desaparecer.
La colonización del sur del territorio de Utah recibió el nombre del apóstol De La iglesia De Jesucristo De Los Santos De Los Últimos George A. Smith. En abril de 1877, Dicha Iglesia terminó la construcción del templo de St. George, el tercero en ser construido por la iglesia, y uno de los últimos proyectos de la vida de Brigham Young y el templo mormón de mayor duración en actividad consecutiva.

## Demografía
De acuerdo con la Oficina del Censo de los Estados Unidos, St. George tenía una población de 67.614 en 2006, un auge de los 49.728 en el censo de 2000 de ese país. En 2005, St. George sobrepasó a  Layton como la octava ciudad más numerosa del estado de Utah. En la década de los años 1990, St. George le ganó a Las Vegas por un mínimo margen de 0.6% como la ciudad metropolitana de mayor crecimiento en los Estados Unidos. Esa tendencia se ha mantenido para la ciudad hasta el 2005, superado por la ciudad de Greeley, en Colorado. Para 2007, el área metropolitana de St. George contaba con una población estimada de 140.908 residentes. La proyección de población de St. George y su área metropolitana es de más de 700.000 residentes para el año 2050.

## Geografía
St. George es el centro poblacional y comercial del Dixie de Utah, nombre que los pioneros mormones le dieron al sur de Utah cuando colonizaron la región para plantar algodón debido a su clima templado. St. George es reconocido por su geología: las dos colinas de roca de lava ubicadas en el centro de la ciudad y las colinas rojizas del norte. La frontera nordeste del desierto de Mojave llega al sur de St. George y por el este se desviza el parque nacional Zion y hacia el norte se vislumbran las montañas del Valle de Pine (Pine Valley Mountains]].
St. George está ubicado en la elevación más baja del estado de Utah aunque está rodeada por montañas y cerros de arenilla. El río Virgen fluye por la ciudad, así como el río Santa Clara, al este de St. George antes de juntarse con el cauce del río Virgen hacia el sur. En 2005 ambos ríos se desbordaron causando la muerte de un individuo y la destrucción de varias casas en la vecindad de los ríos.
La ciudad tiene como fronteras al estado de Arizona, las ciudades de Santa Clara e Irvin hacia el este y Washington hacia el este. El centro de la ciudad alberga la Universidad de Dixie, un hospital y un centro de convenciones. Ciertas plantaciones existen en el sureste de la ciudad, aunque la mayoría del derredor de St. George se ha convertido en áreas de desarrollo urbanísticos.

### Clima
El clima es muy similar al desierto del suroeste de Utah, con veranos calientes e inviernos leves, mayormente carentes de nieve. Debido a su clima y su geografía, St. George se ha convertido recientemente en un principal centro de jubilación del oeste estadounidense, siendo la parte más caliente del estado. La temperatura promedio durante julio es de 39 °C. La temperatura más elevada registrada en Utah ocurrió en St. George el 5 de julio de 1985 registrando 47 °C, hasta que el 4 de julio de 2007 se registró una temperatura de 48 °C en un pueblo del sur cercano a la frontera con Arizona. El récord de temperatura mínima en el verano fue de 32 °C el 15 de julio de 1970. En el invierno, las temperaturas bajan con frecuencia por debajo cero grados durante la noche, principalmente debido a la poca humedad del ambiente. Sin embargo, durante el día, la temperatura sube a unos 10 °C. La temperatura más baja registrada fue de -24 °C el 22 de enero de 1937.
St. George está situado en un desierto que promedia 210 mm de precipitación anualmente, la cual se distribuye a lo largo del año, con la excepción de un período seco entre abril y junio, justo después de la tormenta del Pacífico. Las lluvias provienen principalmente del Océano Pacífico desde el otoño hasta los comienzos de la primavera. El récord de nevada en un día fue de 25.4 cm el 5 de enero de 1974.
|                                             |    | Enero | Febrero | Marzo | Abril | Mayo | Junio | Julio | Agosto | Septiembre | Octubre | Noviembre | Diciembre |
| ------------------------------------------- | -- | ----- | ------- | ----- | ----- | ---- | ----- | ----- | ------ | ---------- | ------- | --------- | --------- |
| Temperatura Extrema Máxima                  | °F | 72    | 84      | 91    | 100   | 108  | 115   | 117   | 113    | 109        | 99      | 88        | 75        |
| Temperatura Máxima Promedio                 | °F | 54    | 60      | 68    | 77    | 86   | 96    | 102   | 100    | 93         | 80      | 65        | 54        |
| Temperatura Mínima Promedio                 | °F | 26    | 31      | 36    | 43    | 51   | 59    | 67    | 65     | 55         | 43      | 32        | 26        |
| Temperatura Extrema Mínima                  | °F | -11   | 1       | 12    | 18    | 20   | 35    | 41    | 43     | 25         | 20      | 4         | -4        |
| Datos son de la municipalidad de St. George |    |       |         |       |       |      |       |       |        |            |         |           |           |

|                                             |          | Enero | Febrero | Marzo | Abril | Mayo | Junio | Julio | Agosto | Septiembre | Octubre | Noviembre | Diciembre |
| ------------------------------------------- | -------- | ----- | ------- | ----- | ----- | ---- | ----- | ----- | ------ | ---------- | ------- | --------- | --------- |
| Precipitación Promedio                      | pulgadas | 1.08  | 1.03    | 0.93  | 0.53  | 0.39 | 0.19  | 0.67  | 0.75   | 0.60       | 0.68    | 0.64      | 0.77      |
| Promedio Nievadas                           | pulgadas | 1.3   | 0.6     | 0.1   | T     | 0.0  | 0.0   | 0.0   | 0.0    | 0.0        | T       | 0.2       | 0.9       |
| Datos son de la municipalidad de St. George |          |       |         |       |       |      |       |       |        |            |         |           |           |